# جاشوا هولتبی
جاشوا هولتبی (انگلیسی: Joshua Holtby؛ زادهٔ ۲۰ ژانویهٔ ۱۹۹۶) بازیکن فوتبال اهل آلمان است.
از باشگاه‌هایی که در آن بازی کرده‌است می‌توان به باشگاه فوتبال آلمانیا آخن اشاره کرد.